# Comuna Pavlîkivți, Volociîsk
Pavlîkivți (în ucraineană Павликівці) este o comună în raionul Volociîsk, regiunea Hmelnîțkîi, Ucraina, formată din satele Mociulînți și Pavlîkivți (reședința).

## Demografie
Componența lingvistică a comunei Pavlîkivți
     Ucraineană (98,99%)
     Rusă (1,01%)
Conform recensământului din 2001, majoritatea populației comunei Pavlîkivți era vorbitoare de ucraineană (98,99%), existând în minoritate și vorbitori de rusă (1,01%).